# Italiens somaliens
Les Italiens somaliens (italien : Italo-somali) sont les citoyens nés en Somalie, d'origine italienne, dont les ancêtres sont des Italiens ayant émigré en Somalie pendant la diaspora italienne, ou des personnes nées en Somalie, de descendants italiens. La plupart des Italiens ont déménagé en Somalie pendant la période coloniale italienne.

## Histoire
En 1892, l'explorateur italien Luigi Robecchi Bricchetti (it)  qualifié de Somalie la région de la Corne de l'Afrique appelée Banaadir. La zone  à l'époque est sous le contrôle conjoint du sultanat somalien Geledi  et du sultan omanais de Zanzibar.

### Somalie italienne
En avril 1905, le gouvernement italien prend le contrôle par l'intermédiaire d'une société privée italienne appelée SACI  de cette zone côtière autour de Mogadiscio et crée la colonie de la Somalie italienne.
Dès le début, les Italiens signent des accords de protectorat avec les autorités locales. Ainsi, le royaume d'Italie est épargné des rébellions sanglantes comme celles lancées par le roi derviche Diiriye Guure et l'émir Mohammed Abdullah Hassan (le  « Mollah fou ») pendant vingt et un ans contre les autorités coloniales britanniques. dans le  Somalie britannique.
En 1908, les frontières avec l'Éthiopie dans le cours supérieur du fleuve Chébéli (Uebi-Scebeli en italien) sont délimités. Après la Première Guerre mondiale, la région d'Oltregiuba (« Au-delà de Juba ») est  annexée à la Somalie italienne.
Au début des années 1920, l'avènement du fascisme change le cours des choses. Le 15 décembre 1923, avec l'arrivée du gouverneur Cesare Maria De Vecchi, les sultans somaliens du nord-est alors  sont  contraints de rentrer dans les frontières de La Grande Somalie. L'Italie a accès à ces zones en vertu de traités de protection, mais sans contrôle direct. Sous sa nouvelle direction, l'Italie  lance des campagnes militaires  contre le sultanat somalien de Hobyo et le sultanat de Majeerteen, battant  les troupes des sultanats et exilant les sultans régnants. Les troupes coloniales appelées dubats et la gendarmerie zaptié sont utilisées par De Vecchi dans cette campagne militaire.

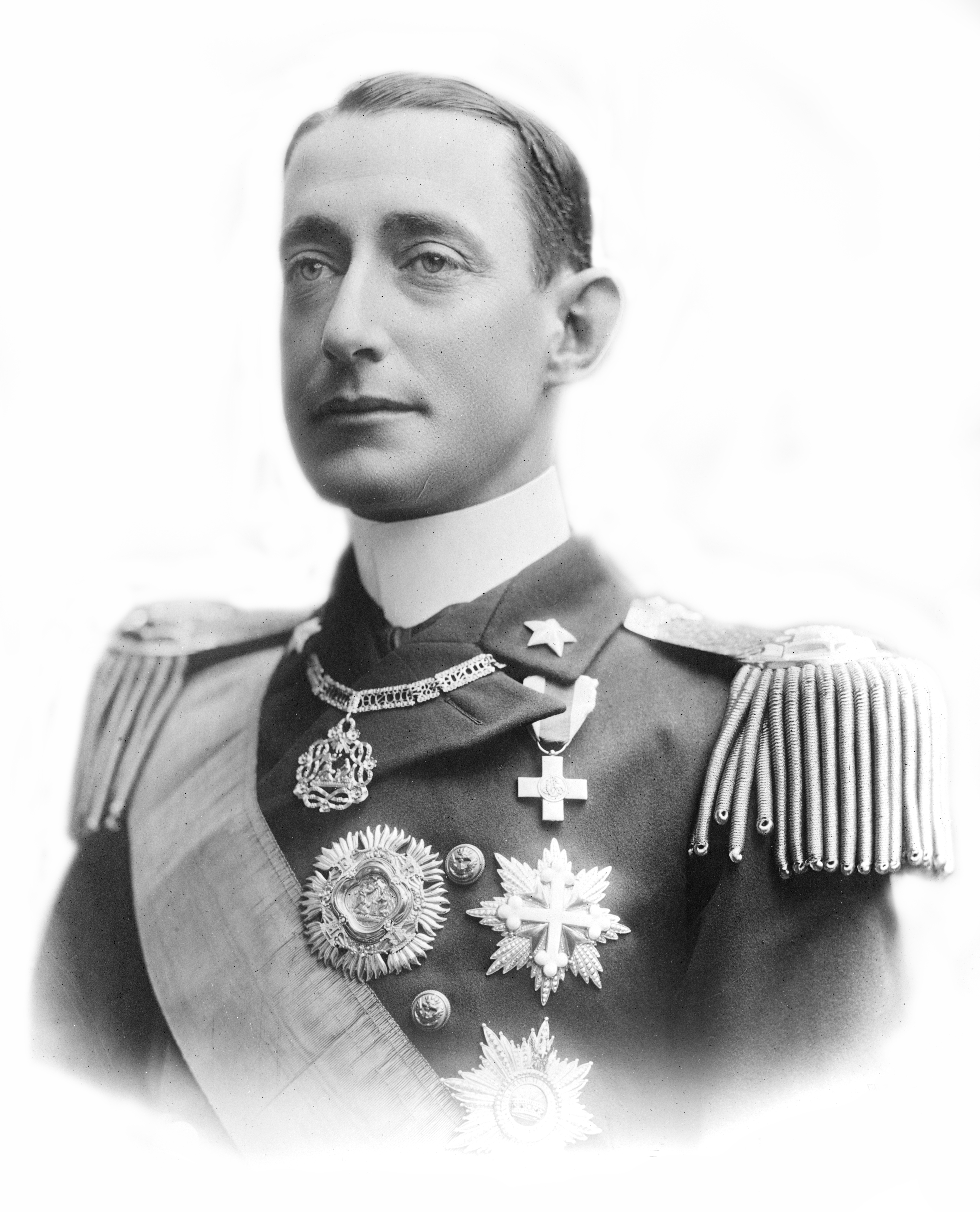
Louis-Amédée de Savoie, fondateur du Villaggio Duca degli Abruzzi, la principale colonie agricole de la Somalie italienne.

Au début des années 1930, les nouveaux gouverneurs, Guido Corni et Maurizio Rava, entament une politique d'assimilation de la population, enrôlant des Somaliens dans les troupes coloniales italiennes. Quelques milliers de colons italiens s'installent à Mogadiscio ainsi que dans les zones agricoles autour de la capitale, comme Genale et le Villaggio Duca degli Abruzzi.
En 1928, les autorités italiennes construisent la cathédrale de Mogadiscio (Cattedrale di Mogadiscio) dans un style gothique normand, basé sur la cathédrale de Cefalù à Cefalù, en Sicile Après sa création, le prince couronné Umberto II effectue sa première visite  à Mogadiscio,.
Le prince  Humbert Ier effectue sa deuxième visite au Somaliland italien en octobre 1934.
En 1936, l'Érythrée, l'Éthiopie et la Somalie italienne constituent un État colonial unitaire appelé Afrique orientale italienne Africa Orientale Italiana), portant avec l'ajout de l'Ogaden  la superficie totale de 500 000 à 700 000 km2 et crée le « gouvernorat de Somalie ».
De 1936 à 1940, de nouvelles routes telles que la « Route Impériale » de Mogadiscio à Addis-Abeba sont construites , tout comme de nouvelles écoles, hôpitaux, ports , ponts et chemins de fer , comme le chemin de fer Mogadiscio-Villabruzzi (italien : Ferrovia Mogadiscio-Villabruzzi).
Au cours de la première moitié de 1940, environ 50 000 Italiens vivent dans le Somaliland italien. En zone urbaine, la colonie est l'une des plus prospères du continent en termes de niveau de vie,. À la fin des années 1930, la zone triangulaire  Mogadiscio, Merca et Villabruzzi se développe sur le plan agricole, avec une exportation croissante de bananes vers l'Europe, et connait un essor industriel grâce à la présence de routes asphaltées, de voies ferrées et d'un nouvel aéroport international et port de la capitale.
Dans la seconde moitié de l'année 1940, les troupes italiennes envahissent le Somalie britannique,. Les Italiens  occupent les zones limitrophes du Jubaland autour des villages de Moyale et Buna. La Grande-Bretagne  conserve le contrôle du district de la frontière nord, habité par les Somaliens.
Au printemps 1941, la Grande-Bretagne reprend le contrôle du Somalie britannique et conquiert  après quelques mois de combats la Somalie italienne avec l'Ogaden. Jusqu’à l’été 1943, perdure une guérilla italienne dans  les régions de l’ancienne Afrique orientale italienne.

### Après la Seconde Guerre mondiale
Pendant la Seconde Guerre mondiale, la Grande-Bretagne occupe le Somaliland italien et administre militairement le territoire ainsi que le Somaliland britannique. Face à la pression politique italienne, hostile au maintien du mandat britannique et aux aspirations somaliennes à l'indépendance, les Somaliens et les Britanniques en sont venus à s'entendre. Le premier parti politique somalien moderne, le Somali Youth Club (SYC), rebaptisée Ligue de la jeunesse somalienne (SYL), est créé à Mogadiscio en 1943.

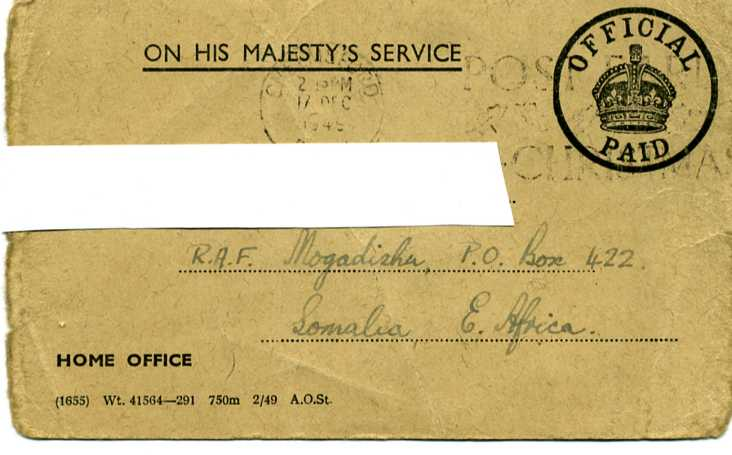
Une carte d'enregistrement de vote à Mogadiscio sous l'administration militaire britannique (1949).

En 1945, a lieu la conférence de Potsdam, au cours de laquelle il est décidé de ne pas restituer la Somalie italienne à l'Italie et que le territoire reste sous administration militaire britannique (BMA). En  1948 la rébellion nationaliste somalienne contre l'administration coloniale italienne  culminé dans une confrontation violente. 24 Somaliens et 51 Italiens sont morts dans les émeutes politiques  dans plusieurs villes côtières.
En novembre 1949, les Nations Unies accordent à l'Italie la tutelle du Somaliland italien à la  condition dictée  par la Ligue de la jeunesse somalienne (SYL) et d'autres organisations politiques somaliennes naissantes, telles que Hizbia Digil Mirifle Somali. (plus tard Hizbia Dastur Mustaqbal Somali, ou HDMS) et la Ligue nationale somalienne (SNL), qui militent alors pour l'indépendance, que la Somalie obtienne son indépendance d'ici dix ans,.
Malgré les troubles initiaux, les années 1950 sont un âge d’or pour les  40 000 Italiens restant dans le Somaliland italien. Avec l'afflux de fonds des Nations Unies et l'arrivée d'administrateurs italiens expérimentés  considérant le territoire comme leur foyer, le développement des infrastructures et de l'éducation s'est developpé. Les relations entre les colons italiens et les Somaliens sont relativement bonnes. Cette décennie se déroule sans incident majeur et est marquée par une croissance dans de nombreux secteurs de la vie locale.
L'économie est contrôlée par la Banque d'Italie par l'émission du shilling somalo, utilisé de 1950 à 1962 comme monnaie dans la région administrée italienne.
En 1960, le Somaliland italien prononce son indépendance et s'unit à la Somalie britannique pour créer la Somalie moderne.
En 1992, après la chute du gouvernement de Mohamed Siad Barre, les troupes italiennes retournent en Somalie sous mandat des Nations Unies afin d' aider à rétablir la paix lors de l'opération Restore Hope (UNISOM I & II), pendant près de deux ans dans la zone fluviale sud autour de la rivière Shebelle,.
Au début des années 1990, il reste quelques dizaines de colons italiens âgés et concentrés à Mogadiscio et ses environs. Le dernier colon italien, Virginio Bresolin, meurt à Merka début 2010,.

## Italiens en Somalie
Les premiers Italiens s'installent en Somalie à la fin du XIXe siècle. En 1923, on compte moins d’un millier d’Italiens. Après la Première Guerre mondiale le nombre augmente, les colons sont principalement concentrés dans les villes de Mogadiscio, Kismayo, Brava et d'autres villes de la région centre-sud de Benadir.
L’émigration de la période coloniale vers le Somaliland italien est principalement composée d’hommes. Celle de familles entières  est favorisée  pendant la période fasciste, principalement dans les développements agricoles du Villaggio Duca degli Abruzzi (Jowhar), près de la rivière Shebelle. En 1920, la Societa Agricola Italo-Somala (SAIS) est fondée par le prince Louis-Amédée de Savoie afin  de créer une colonie pour les agriculteurs italiens.
La région de Janale, près de la rivière Jubba, est un autre endroit où les colons italiens de Turin développent un groupe de fermes. Sous le gouverneur De Vecchi, ces zones agricoles cultivent du coton et, après 1931, produisent également de grandes quantités de bananes destinées à l'exportation.
En 1935, plus de 50 000 Italiens vivent en Somalie italienne. 20 000 résident  à Mogadiscio et représentent environ 40 % des 50 000 habitants de la ville. D'autres communautés de colons italiens sont concentrées dans le Villaggio Duca degli Abruzzi, Adale (Itala en italien), Janale, Jamaame et Kismaayo,,. Pendant la Seconde guerre italo-éthiopienne, plus de 220 000 soldats italiens sont stationnés en Somalie italienne.
En mars 1940, plus de 30 000 Italiens vivent à Mogadiscio, soit environ 33 % des 90 000 habitants,. Des écoles italiennes locales sont ouvertes par les autorités coloniales, comme le Liceum.
Après la Seconde Guerre mondiale, le nombre d’Italiens sur le territoire somalien commence à diminuer. En 1960, avec la création de la République Somali, leur nombre tombe à moins de 10 000 la plupart sont retournés en Italie, tandis que d'autres sont partis aux États-Unis, au Royaume-Uni, en Finlande et en Australie. En 1972, il reste 1 575 Italiens, contre 1 962 en 1970. Ce déclin est  dû à la politique de nationalisation adoptée par l'administration de Mohamed Siad Barre. En 1989, il reste un millier de colons dont le nombre continue à diminuer après le début de la guerre civile et la chute du régime de Barre en 1991. De nombreux Italiens somaliens sont alors partis pour d'autres pays. Avec la disparition des Italiens de Somalie, le nombre de fidèles du catholicisme romain en Somalie a chuté d'un niveau record de 8 500 paroissiens en 1950 (0,7 % de la population de Mogadiscio) à 100 en 2004.
| 1914                                                          | 1 000  | 365 300    | <1%   |
| 1930                                                          | 22 000 | 1 021 000  | 2%    |
| 1940                                                          | 30 000 | 1 150 000  | 3%    |
| 1945                                                          | 50 000 | n / A      | n / A |
| 1960                                                          | 10 000 | 2 230 000  | <1%   |
| 1970                                                          | 1 962  | 3 601 000  | <1%   |
| 1972                                                          | 1 575  | n / A      | <1%   |
| 1989                                                          | 1 000  | 6 089 000  | <1%   |
| 2015                                                          | <1 000 | 10 630 000 | <1%   |
| La population somalienne italienne en Somalie, de 1914 à 2015 |        |            |       |

La population italienne en Somalie, de 1914 à 1989 est concentrée dans la zone autour du triangle Mogadiscio – Merca – Jowhar la région la plus développée de ces décennies.
Dans les années 1990, l'ambassadeur italien estime que la pratique généralisée du concubinage pendant les années coloniales a créé une sorte de « communauté ethnique » avec près de 50 000 Somalis ayant au moins un grand-père ou un arrière-grand-père d'origine italienne. comme dans l'ancienne Érythrée italienne Dans les années 2010, les Somaliens déclarant avoir des ancêtres italiens sont  quelques milliers, concentrés  à Mogadiscio et ses environs.

### Langue italienne en Somalie
Avant la guerre civile somalienne, l'héritage de l'influence italienne en Somalie est mis en évidence par l'usage  de la langue italienne par l'élite dirigeante du pays. Jusqu'à la Seconde Guerre mondiale, la langue italienne est la seule langue officielle du Somaliland italien pendant le mandat fiduciaire et les premières années de l'indépendance.
En 1952, la majorité des Somaliens ont une compréhension de la langue. En 1954, le gouvernement italien  créé à Mogadiscio des établissements postsecondaires de droit, d'économie et d'études sociales. Ces institutions où tous les cours se font en italien sont des satellites de l'Université de Rome, qui fournit le matériel pédagogique, le corps professoral et l'administration. À la fin de  1960, plus de 200 000 personnes de la République naissante de Somalie parlent italien. En 1964, les institutions proposent deux années d'études en Somalie, suivies de deux années d'études en Italie. Après un coup d'État militaire en 1969, toutes les entités étrangères sont nationalisées. La principale université de Mogadiscio estrebaptisée Jaamacadda Ummadda Soomaliyeed (Université nationale somalienne).
Jusqu’en 1967, les écoles du centre et du sud de la Somalie enseignent l’italien. En 1972, la langue somalienne est officiellement déclarée avec l'arabe, langue nationale de la Somalie. En raison de sa simplicité, du fait qu'il se prête  à l'écriture du somali et de l'existence  répandue de machines à écrire conçues pour son usage, le gouvernement, à la suite de la recommandation du Comité de la langue somalienne  choisit  d'utiliser l'écriture latine pour écrire le somali, au lieu de l'écriture arabe, établie de longue date, et du script Osmanya. Durant cette période, l’italien reste parmi les langues utilisées dans l’enseignement supérieur. En 1983, neuf des douze facultés de l'Université nationale de Somalie utilisaient l'italien comme langue d'enseignement. Jusqu'en 1991, il y avait une école italienne à Mogadiscio (avec des cours de collège et de lycée), détruite par la suite à cause de la guerre civile.
La langue somalienne contient des emprunts italiens  de la période coloniale. Le plus utilisé est ciao (au revoir). Dans le cadre d'un effort gouvernemental visant à assurer la primauté de la langue somalienne, la période post -indépendance  a vu une volonté à vouloir remplacer ces emprunts étrangers par leurs équivalents ou néologismes somaliens. À cette fin, le Conseil révolutionnaire suprême, pendant son mandat, a interdit l'emprunt et l'utilisation de termes italiens et anglais.
Avec l'anglais, en 2004 l'italien est déclaré deuxième langue de Somalie par le gouvernement fédéral de transition dans la Charte fédérale de transition. Le somali (maay et maxaa-tiri) et l'arabe sont les langues officielles. À la suite de l'adoption de la Constitution provisoire en 2012 par le gouvernement fédéral de Somalie, le somali et l'arabe restent les langues officielles.

## Somaliens italiens notables
- Prince Luigi Amedeo, duc des Abruzzes, alpiniste et explorateur ; membre de la maison royale de Savoie
- Annalena Tonelli (en), avocate et militante sociale
- Cristina Ali Farah, écrivain et poète
- Jonis Bashir (en), acteur et musicien
- Elisa Kadigia Bove (en), militante et comédienne de doublage et de cinéma
- Saba Anglana, actrice et chanteuse internationale[47]
- Luciano Ceri (en), auteur-compositeur-interprète, journaliste et animateur radio
- Zahra Bani, championne d'athlétisme ( javelot )
- Salvatore Colombo, évêque de Mogadiscio
- Leonella Sgorbati, religieuse catholique
- Fabio Liverani, footballeur et manager de football